# Решетовка (Ростовская область)
Решето́вка — хутор в Куйбышевском районе Ростовской области. 
Входит в состав Лысогорского сельского поселения. 

## Население
| 2010 |
| ---- |
| 19   |

По данным переписи 1926 года по Северо-Кавказскому краю, на хуторе числилось 20 хозяйств и 128 жителей (61 мужчина и 67 женщин), из которых все 128 — украинцы.

## Улицы
На хуторе имеется одна улица: Ростовская.